# Elezione del Presidente della Repubblica Italiana del 1955

Risultati IV Scrutinio: Giovanni Gronchi (658); Luigi Einaudi (70); Voti dispersi (11); Schede nulle (2); Schede bianche (92); Assenti=10.

L'elezione del Presidente della Repubblica Italiana del 1955 si svolse tra il 28 e il 29 aprile.
Il presidente uscente è Luigi Einaudi; risulta eletto, al IV scrutinio, Giovanni Gronchi.

## Informazioni generali
La Democrazia Cristiana candida ufficialmente il presidente del Senato Cesare Merzagora; l'opposizione di sinistra presenta l'ex presidente del Consiglio Ferruccio Parri, mentre i liberali la ricandidatura del Presidente Einaudi, alla quale si accodano monarchici e laici di altre tendenze. Al I scrutinio, Parri supera Merzagora in quanto a voti, mentre Einaudi consegue un lusinghiero successo; i "franchi tiratori" tra i democristiani sono almeno 150.
Al II scrutinio, la sinistra DC, che dissente dalla candidatura Merzagora in quanto rappresentante dell'imprenditoria laica ed eletto come indipendente sia pure nelle proprie liste, si esprime per il presidente della Camera Giovanni Gronchi, che raggiunge 127 voti; le sinistre, in posizione di attesa, votano scheda bianca.
Al III scrutinio, anche gran parte dei voti dell'opposizione di sinistra confluisce su Giovanni Gronchi, che supera Merzagora, mentre le schede bianche sono 195. Al segretario della DC Amintore Fanfani, dopo un vano tentativo di convincere Gronchi al ritiro, non rimane che candidare ufficialmente il presidente della Camera alla massima carica dello Stato.
Il 29 aprile 1955, al IV scrutinio, Giovanni Gronchi viene eletto presidente della Repubblica Italiana con 658 voti su 833, compresi i suffragi della sinistra socialcomunista e della destra monarchica e missina. Come presidente della Camera, toccò a lui presiedere la seduta comune e leggere a voce alta le schede con il suo nome che via via gli venivano porte e continuò a leggerle fino alla fine. Si interruppe solo pochi istanti, quando un applauso del Parlamento segnò il raggiungimento del quorum. Gronchi si alzò allora dallo scranno e, con in mano una scheda, ringraziò l'assemblea con un breve inchino. Poi sedette di nuovo e continuò a leggere le schede con una certa tensione della voce. Quando ebbe letto l'ultima scheda pregò al microfono il vicepresidente della Camera, Giovanni Leone, di procedere allo scrutinio e di proclamare il risultato. Fra gli applausi si alzò e guadagnò l'uscita.

## L'elezione

### Preferenze per Giovanni Gronchi
| Scrutinio | Voti | Percentuale |
| --------- | ---- | ----------- |
| I         | 30   | 3,6%        |
| II        | 127  | 15%         |
| III       | 281  | 33,3%       |
| IV        | 658  | 78,1%       |

### I scrutinio
Per la nomina è richiesta una maggioranza di due terzi degli 843 membri dell'Assemblea.
| Dati votazione | Dati votazione |    | Nome             | Nome | Voti |
| -------------- | -------------- | -- | ---------------- | ---- | ---- |
| Presenti       | 815            |    | Ferruccio Parri  | 308  |      |
| Votanti        | 815            |    | Cesare Merzagora | 228  |      |
| Astenuti       | 0              |    | Luigi Einaudi    | 120  |      |
| Maggioranza    | 562            |    | Giovanni Gronchi | 30   |      |
|                |                |    | Antonio Segni    | 12   |      |
|                | Voti dispersi  | 23 |                  |      |      |
|                | Schede bianche | 89 |                  |      |      |
|                | Schede nulle   | 5  |                  |      |      |

Poiché nessun candidato raggiunge il quorum richiesto, si procede al II scrutinio.

### II scrutinio
Per la nomina è richiesta una maggioranza di due terzi degli 843 membri dell'Assemblea.
| Dati votazione | Dati votazione |     | Nome             | Nome | Voti |
| -------------- | -------------- | --- | ---------------- | ---- | ---- |
| Presenti       | 808            |     | Cesare Merzagora | 225  |      |
| Votanti        | 808            |     | Giovanni Gronchi | 127  |      |
| Astenuti       | 0              |     | Luigi Einaudi    | 80   |      |
| Maggioranza    | 562            |     | Antonio Segni    | 18   |      |
|                |                |     | Voti dispersi    | 24   |      |
|                | Schede bianche | 332 |                  |      |      |
|                | Schede nulle   | 2   |                  |      |      |

Poiché nessun candidato raggiunge il quorum richiesto, si procede al III scrutinio.

### III scrutinio
Per la nomina è richiesta una maggioranza di due terzi degli 843 membri dell'Assemblea.
| Dati votazione | Dati votazione |     | Nome             | Nome | Voti |
| -------------- | -------------- | --- | ---------------- | ---- | ---- |
| Presenti       | 817            |     | Giovanni Gronchi | 281  |      |
| Votanti        | 817            |     | Cesare Merzagora | 245  |      |
| Astenuti       | 0              |     | Luigi Einaudi    | 61   |      |
| Maggioranza    | 562            |     | Antonio Segni    | 14   |      |
|                |                |     | Raffaele De Caro | 14   |      |
|                | Voti dispersi  | 7   |                  |      |      |
|                | Schede bianche | 195 |                  |      |      |
|                | Schede nulle   | 2   |                  |      |      |

Poiché nessun candidato raggiunge il quorum richiesto, si procede al IV scrutinio.

### IV scrutinio
Per la nomina è richiesta la maggioranza assoluta degli 843 membri dell'Assemblea.
| Dati votazione | Dati votazione |  | Nome             | Nome | Voti |
| -------------- | -------------- |  | ---------------- | ---- | ---- |
| Presenti       | 833            |  | Giovanni Gronchi | 658  |      |
| Votanti        | 833            |  | Luigi Einaudi    | 70   |      |
| Astenuti       | 0              |  | Voti dispersi    | 11   |      |
| Maggioranza    | 422            |  | Schede bianche   | 92   |      |
|                |                |  | Schede nulle     | 2    |      |

Risulta eletto: Giovanni Gronchi